# Donald D. Dorfman
Donald Daniel Dorfman (* 11. Juni 1933 in  Philadelphia; † 15. April 2001) war ein US-amerikanischer Professor für Psychologie und Radiologie.
Dorfmann graduierte 1954 an der University of Pennsylvania. An der  University of Michigan erhielt er 1957 seinen Master und 1961 seinen PhD.
1962–1968 war er an der San Diego State University und wechselte dann an die University of Iowa, wo er 1974 zum Professor für Psychologie und 1991 zum Professor für Radiologie berufen wurde.
Dorfmann erlag Komplikationen eines Non-Hodgkin-Lymphom. Das Holden Comprehensive Cancer Center vergibt für die besten Forschungsergebnisse zur Leukämie den Donald D. Dorfman Research Award.

## Veröffentlichungen
- mit Robert B. Zajonc: Studies on Drive and Incentive in Perception IV: Some Effects of Sound and Background Brightness on the Perceived Size of Coins and Discs; 1961
- Sensory interaction, drive, and behavior theory; 1963
- mit Phillip Gallo: Racial Differences in intelligence? A reply to Tulkin; 1970
- mit Stephen V. Faraone: Testing the significance of interobserver agreement measures in the presence of autocorrelation: The jackknife procedure; 1988[1]